# Суельякабрас
Суельякабрас (ісп. Suellacabras) — муніципалітет в Іспанії, у складі автономної спільноти Кастилія-і-Леон, у провінції Сорія. Населення — 30 осіб (2010).
Муніципалітет розташований на відстані близько 200 км на північний схід від Мадрида, 22 км на північний схід від Сорії.
На території муніципалітету розташовані такі населені пункти: (дані про населення за 2010 рік)
- Ель-Еспіно: 3 особи
- Суельякабрас: 27 осіб

## Демографія
Динаміка населення (INE ):